# 沔阳三蒸

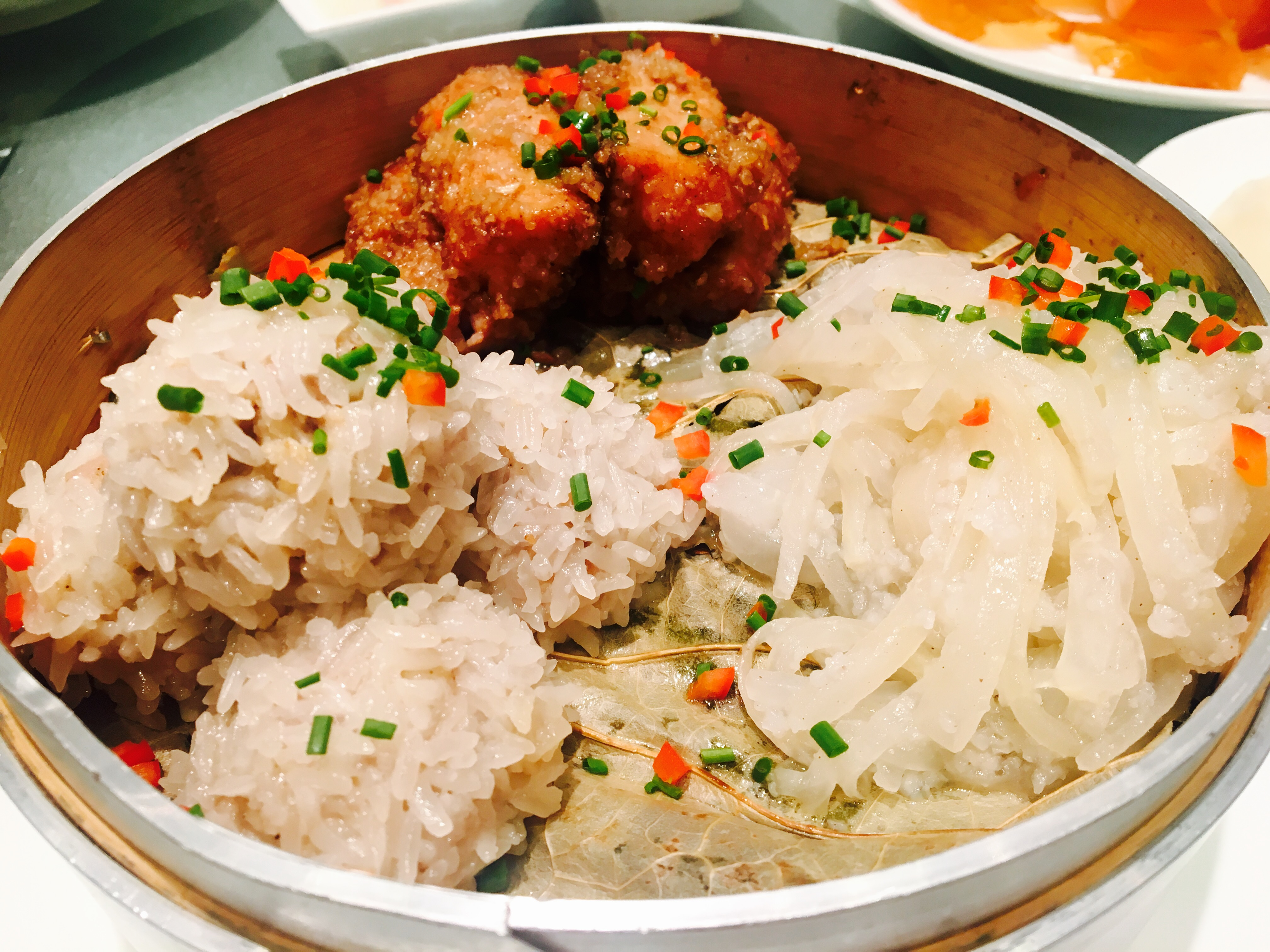
沔阳三蒸 (从左往右顺时针方向依次为: 珍珠丸子, 蒸鱼, 蒸白萝卜)

沔阳三蒸为楚菜中的一套名菜，即蒸肉、蒸鱼、蒸菜，其中最具代表性的为粉蒸肉、珍珠丸子和白丸子。沔阳三蒸中的“三蒸”具体是哪三种食材向来有许多说法，较为受到广泛认可的说法是：“沔阳三蒸”要包含一种蒸肉，一种蒸水产，和一种蒸蔬菜。
沔阳三蒸起源于元末农民起义领袖陈友谅的部队。在攻陷湖北沔阳县城后，其妻为照顾患消化道病症的兵士，将大米粉拌于肉、鱼和蔬菜中，蒸出的菜肴软糯绵烂。张学良在北京虎跑坊湖北沔阳三蒸馆曾题有“一尝有味三拍手，十里闻香九回头”的对联。1986年5月27日，撤沔阳县设仙桃市。

## 引用
1. ↑  .   [2017-07-08]. （原始内容存档于2018-08-07）.